# Бријесница Горња
Бријесница Горња је насељено мјесто у граду Лукавац, Босна и Херцеговина.

## Становништво
|             | 2013.      | 1991.        | 1981.        | 1971.        |
| Укупно      | 0 (0,000%) | 571 (100,0%) | 633 (100,0%) | 658 (100,0%) |
| Срби        | –          | 560 (98,07%) | 617 (97,47%) | 644 (97,87%) |
| Југословени | –          | 8 (1,401%)   | 12 (1,896%)  | –            |
| Остали      | –          | 2 (0,350%)   | 4 (0,632%)   | 5 (0,760%)   |
| Хрвати      | –          | 1 (0,175%)   | –            | 1 (0,152%)   |
| Бошњаци     | –          | –            | –            | 8 (1,216%)1  |

1. 1 На пописима од 1971. до 1991. Бошњаци су пописивани углавном као Муслимани.